# Поплавлений клас
«Поплавлений клас» (яп. 溶解教室, Yōkai Kyōshitsu) — манґа в жанрі жахів, написана та проілюстрована Джюнджі Іто. Вона публікувалася з березня 2013 року по жовтень 2014 року в журналі Comic Motto! і була видана окремим томом у грудні 2014 року.
«Поплавлений клас» розповідає про Юму Адзаву — підлітка, одержимого поклонінням дияволу, — та його молодшу сестру Чідзумі, які спричиняють проблеми всюди, куди б не пішли. Манґа складається з п’яти основних розділів, а також двох бонусних коротких історій, не пов’язаних з основним сюжетом, і короткого комедійного післяслова.

## Сюжет
«Поплавлений клас» подано у формі серії пов’язаних коротких історій, які слідують за Юмою та Чідзумі Адзава. Кожна історія зосереджена на трагедіях, які вони спричиняють — переважно через вибачення Юми, які насправді є способом встановити зв’язок із Дияволом. Через «злі електромагнітні хвилі між ним і Дияволом» вибачення Юми, зазвичай спричинені поведінкою Чідзумі, змушують мозок людей розплавлятися, а компліменти Юми — викликають у них жахливі та незворотні фізичні спотворення. Диявол, зображений у стилі, схожому на Бафомета, неодноразово згадується в манзі й виступає головним джерелом зла та жаху.
Кожен розділ зосереджується на різних аспектах взаємодії Юми та Чідзумі зі світом, показуючи їх у різних обставинах — у школі Юми, під час його побачень, у житловому комплексі, під час першого кохання Чідзумі та в розділі, де вони тікають від журналістів і поліції. У кожному розділі Юма розплавляє людей своїми вибаченнями або, як у другому розділі, спричиняє їхні спотворення, а Чідзумі тероризує всіх, з ким має справу. Кульмінацією історії стає вибачення Юми в прямому ефірі, після якого всі, хто його переглянув, починають танути. Остання сторінка манґи зображує панораму Токіо, затопленого розплавленими людьми, небо, що стікає, та затемнений силует Диявола.
Через «Поплавлений клас» Дзюндзі Іто розкриває явища публічних вибачень як характерної риси сучасного японського суспільства, ставлячи під сумнів їхню мету та щирість.

## Персонажі
- Юма Адзава: Один із головних персонажів «Поплавленого класу», підліток, учень другого року старшої школи. Люди навколо вважають його серйозним і привабливим хлопцем, однак насправді він поклоняється дияволу та спричиняє численні смерті протягом усієї манґи. Юма здатен розплавляти людський мозок своїми вибаченнями або викликати жахливі спотворення тіла компліментами. За словами його сестри, Юма отримує задоволення від вибачень і є мазохістом. Хоча його нав’язливі вибачення можуть викликати дискомфорт, деякі люди починають відчувати від них задоволення.
- Чідзумі Адзава: Ще один головний персонаж манґи та молодша сестра Юми. Її вважають дивною та лячною, і вона володіє власними надприродними здібностями. Вона надлюдськи спритна, має довгі й гострі нігті та неприродно довгий язик. Чідзумі п’є розплавлених людей після того, як Юма вибачається перед ними достатньо довго. Її стосунки з братом є доволі дивними — вони часто жорстокі одне до одного, проте Юма завжди допомагає Чідзумі в її бажаннях.
- Кейко Арісу: Вперше з’являється як однокласниця Юми в школі, спершу вона намагається подружитися з ним і Чідзумі. Вона є однією з головних героїнь першого розділу, а згодом з’являється в останньому як важлива учасниця розслідування щодо Юми та Чідзумі. У фіналі першого розділу Кейко зазнає сильного ушкодження мозку від вибачень Юми, потрапляє до лікарні та решту історії перебуває в інвалідному візку.
- Хамаока/Диявол: Спершу постає як журналіст, що розслідує справу Юми та Чідзумі разом із Кейко. Пізніше з’ясовується, що насправді Хамаока — це Диявол у людській подобі, який підштовхує Юму до трансляції публічного вибачення.
- Нао: Головна героїня другого розділу, дівчина Юми на час цієї частини історії. Вона знайомиться з Юмою як з хлопцем її подруги дитинства, однак Юма розриває ті стосунки й починає зустрічатися з Нао. Упродовж розділу вона стає страшенно потворною через компліменти Юми, проте щиро вважає себе красивішою за всіх.
- Оґавара: Одна із сусідок Адзави у третьому розділі. Вона занепокоєна станом Юми та Чідзумі під час їхнього перебування у квартирі, оскільки чує, як їхні батьки знущаються з Юми, і намагається допомогти дітям. У четвертому розділі пляшка з написом її імені розмовляє з іншими пляшками з розплавленими людьми та перекидається, щоб допомогти Томохіто втекти.
- Арашіяма: Ще один сусід Адзави, менш занепокоєний, ніж Оґавара. Також з’являється в четвертому розділі як пляшка з рідиною.
- Безіменна сусідка: Старша жінка, ще одна сусідка, яка також хвилюється за Юму та Чідзумі. Допомагає Оґаварі в намаганні врятувати дітей. Її ім’я не називається, але ймовірно, вона теж перетворилася на пляшку з рідиною в четвертому розділі та спілкується з Оґаварою.
- Томохіто: Один із головних героїв четвертого розділу, приблизно ровесник Чідзумі. Він — перше кохання Чідзумі, якого Юма викрадає для сестри. Спершу йому вдається втекти, однак у фінальному розділі його показують мертвим із перерізаним горлом — ймовірно, його вбила Чідзумі своїми ногтями.
- Батьки Адзави: З’являються переважно в третьому розділі, також згадуються в інших. За словами Чідзумі, Юма постійно викликає їх із пекла, щоб знову їх розплавити. Вони тяжко знущаються з Юми та намагаються його вбити перед тим, як самі розплавляються.
- Майко: Подруга дитинства Нао, з’являється в другому розділі. Спершу є дівчиною Юми. Виглядає потворно, що дивує Нао, яка пам’ятає її як гарну дівчину. Майко переслідує Юму та Нао після розриву, імовірно, гине від вибачень Юми.
- Морі: Редактор новинного каналу, на якому працює Хамаока. З’являється в останньому розділі та допомагає організувати трансляцію публічного вибачення Юми.

## Розробка
Почавши виходити у 2013 році, «Поплавлений клас» суттєво відрізняється від багатьох попередніх робіт Джюнджі Іто, відходячи від його звичного стилю лавкрафтівського жаху. Втім, деякі елементи його творчого підходу все ж присутні у цій манзі. Наприклад, в одному з інтерв’ю Іто зазначає, що для нього найважливішими у написанні історій жахів є настрій і атмосфера, що добре помітно у «Поплавленому класі», де він ретельно розвиває емоції персонажів та їхню взаємодію з Юмою і Чідзумі. В іншому інтерв’ю Іто також розповідає про свій інтерес до чуток як засобу поширення жаху. Цей мотив проявляється у персонажі Томохіто, який наляканий чутками про Юму та Чідзумі.

## Публікація
Написаний та проілюстрований Джюнджі Іто, «Поплавлений клас» розпочав публікацію в журналі Comic Motto! 18 березня 2013 року. Серіалізація завершилася 1 жовтня 2014 року, того ж дня, коли Comic Motto! опублікував свій останній випуск. Видавництво Akita Shoten зібрало окремі розділи в єдиний том, який вийшов 19 грудня 2014 року.
В Україні манґа випускається видавництвом MAL'OPUS. Вихід першого тому відбувся у лютому 2025 року.

## Сприйняття
«Поплавлений клас» після свого виходу здебільшого отримав позитивні відгуки; втім, не обійшлося й без критики.
Декілька джерел вважають «Поплавлений клас» унікальним та цікавим твором. Даніка Девідсон з Otaku USA похвалила манґу за, на її думку, унікальний жах, особливо в порівнянні з попередніми роботами Іто. Натан Вілсон з ICv2 висловив подібну думку, назвавши серію хорошим вступом до творчості Джюнджі Іто. Кетрін Дейсі з Manga Critic відзначила малюнки та сюжет, назвавши їх послідовними й провокативними. Рікардо Серрано Деніс з Comics Beat похвалив елементи жаху в історії як незвичні та унікальні серед інших творів у жанрі.
У протилежність позитивним відгукам, деякі джерела вважають, що «Поплавлений клас» не виправдав їхніх очікувань. У рецензії World Literature Today манґу охарактеризували як посередню в плані розвитку жаху порівняно з іншими роботами Джюнджі Іто. На фестивалі Comic-Con 2018 у Сан-Дієго панель експертів, що визначила «Найкращу та найгіршу манґу», включила цю серію до списку «Найгірша манґа для будь-кого та будь-якого віку».